# Burgundy School of Business
Burgundy School of Business és una escola de negocis europea amb seus a París, Dijon i Lió. Va ser fundada el 1899. BSB se situa entre les escoles de negocis més ben valorades del món: el 2019 va ocupar la vuitanta-unena posició a la llista de les millors escoles de negocis europees publicada pel Financial Times. BSB imparteix també un programa de doctorat i diferents programes de màster d'administració especialitzats en màrqueting, finances, emprenedoria i altres disciplines. Els programes de l'escola compten amb una triple acreditació, a càrrec dels organismes CGE, EQUIS i AACSB. Per l'escola hi han passat més de 17.000 estudiants que després han ocupat llocs de responsabilitat en el món dels negocis i la política, com ara Stéphane Baschiera (CEO Moët & Chandon) i Antoine Lesec (CEO Being).